# Niño Jesús de la Bola
El Niño Jesús de la Bola es una advocación de Cristo representado en su infancia, que se venera en la iglesia de San Esteban de la villa segoviana de Cuéllar (Castilla y León). Es similar al Niño Jesús de Praga, y en torno a esta imagen se realiza la Fiesta del Niño de la Bola, una procesión centenaria con posibles orígenes judaizantes.
Se trata de una imagen de bulto realizada en madera, representando al niño Cristo sexuado. Se trata de una obra del siglo XVII y corresponde por ello al Barroco. Sostiene en su mano izquierda un orbe, sobre el que se apoya la cruz cristiana. Dispone de peluca natural y es vestido con ropajes realizados en telas de hilo de oro y plata.
En el siglo XVIII se construyó una hornacina en el centro del retablo del altar mayor de la iglesia de San Esteban, desde donde se inicia anualmente su fiesta, organizada por la Cofradía del Niño Jesús de la Bola, cuyo origen al menos data del siglo XVII.